# Lille Metrópoli Museo de arte moderno, de arte contemporáneo y de arte marginal
Lille Metrópoli Museo de arte moderno, de arte contemporáneo y de arte marginal (LaM) es un museo situado en el parque público de Villeneuve-d'Ascq.
Con más de 4800 obras de más de 4000 m², el LaM es el único museo en Europa para presentar simultáneamente los componentes principales del arte de los siglos XX y XXI: arte moderno, arte contemporáneo y el arte marginal. Se caracteriza por la presencia de varias obras de grandes artistas como Pablo Picasso, Amedeo Modigliani, Joan Miró, Georges Braque, Fernand Léger y Alexander Calder, y la mayor colección de arte marginal presenta en Francia. El LaM también cuenta con una biblioteca y está rodeado por un parque con esculturas.

## Obras expuestas

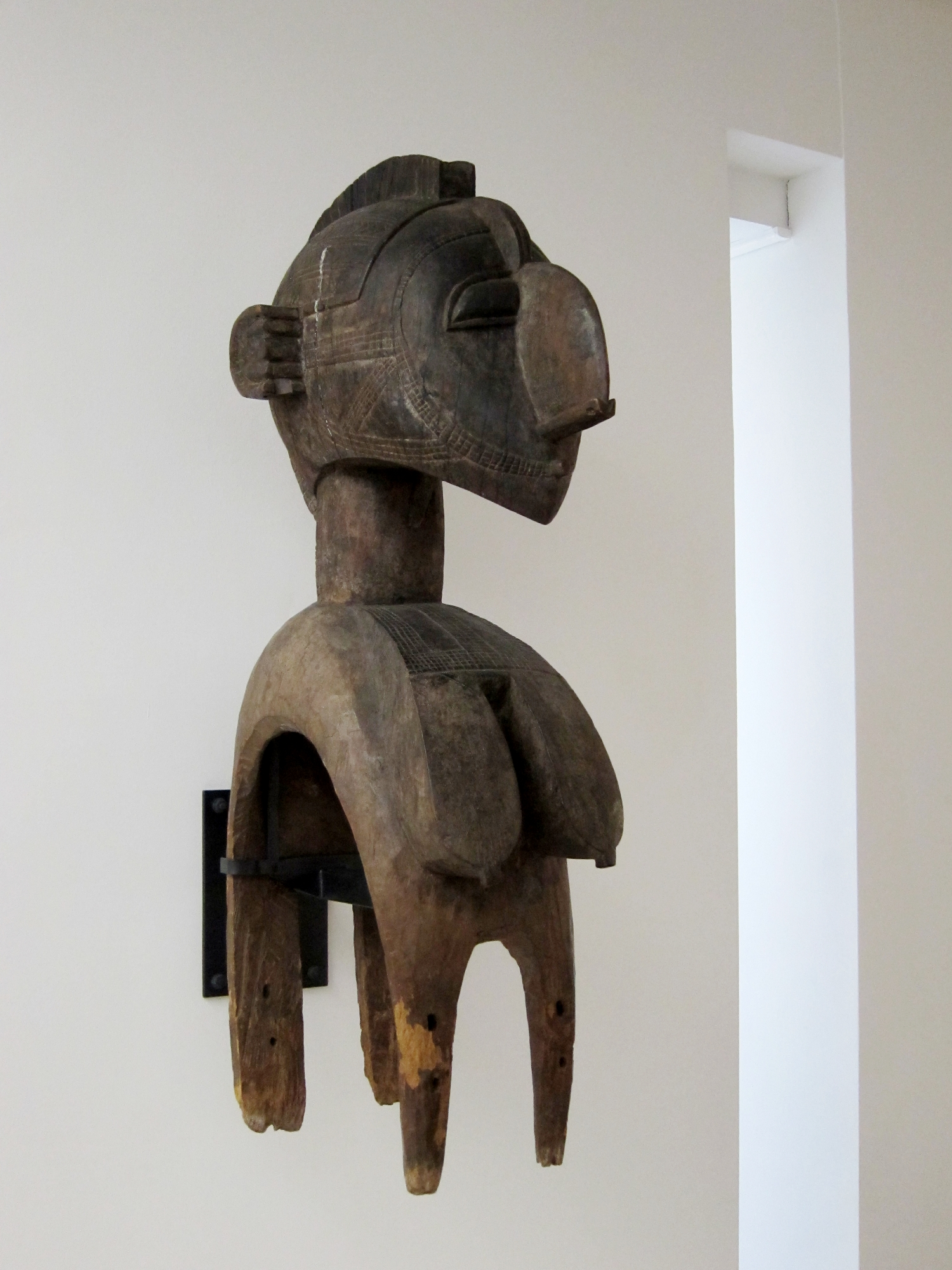
Máscara nimba
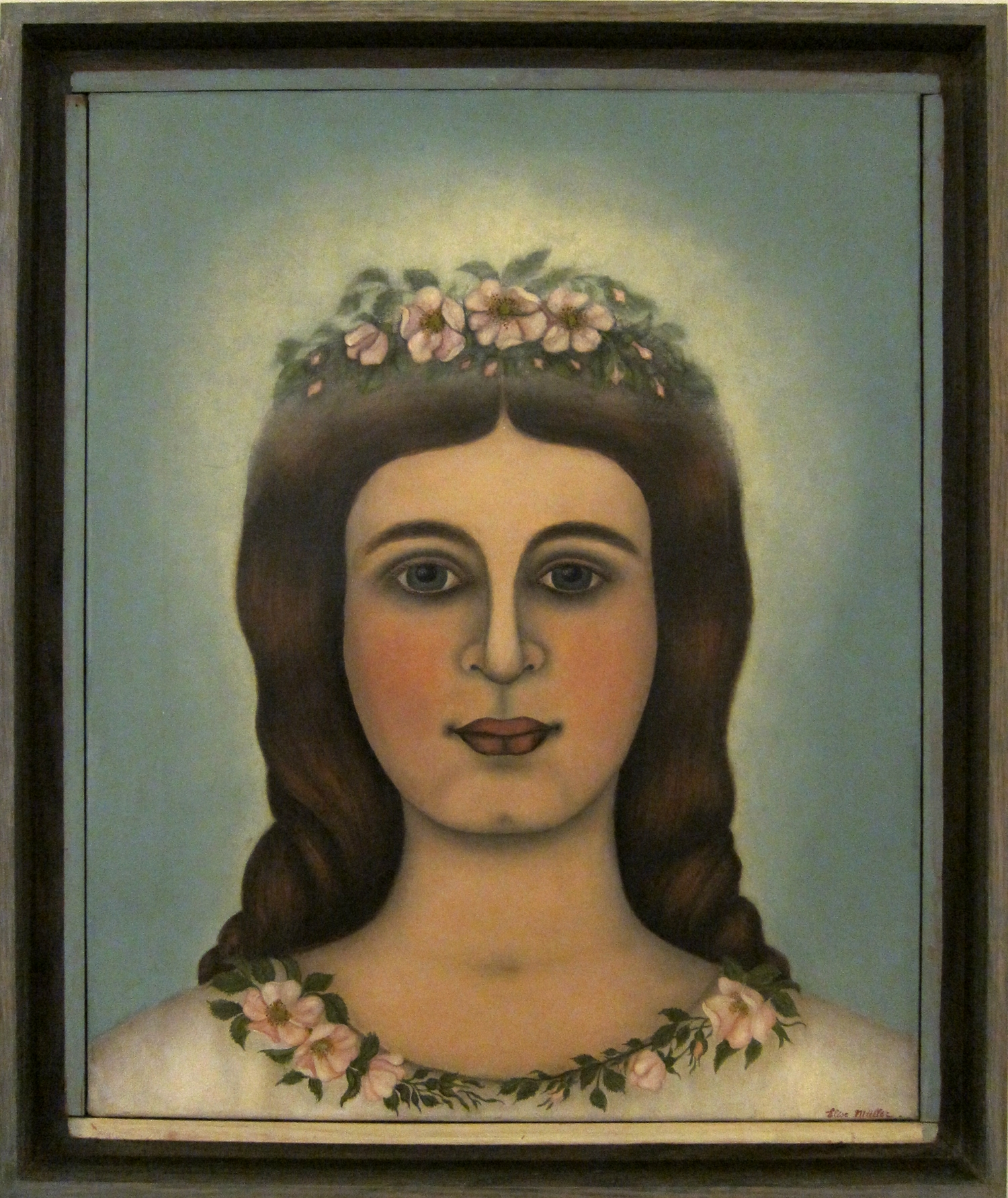
La fille de Jaïrus (1913) de Hélène Smith (1861-1929)
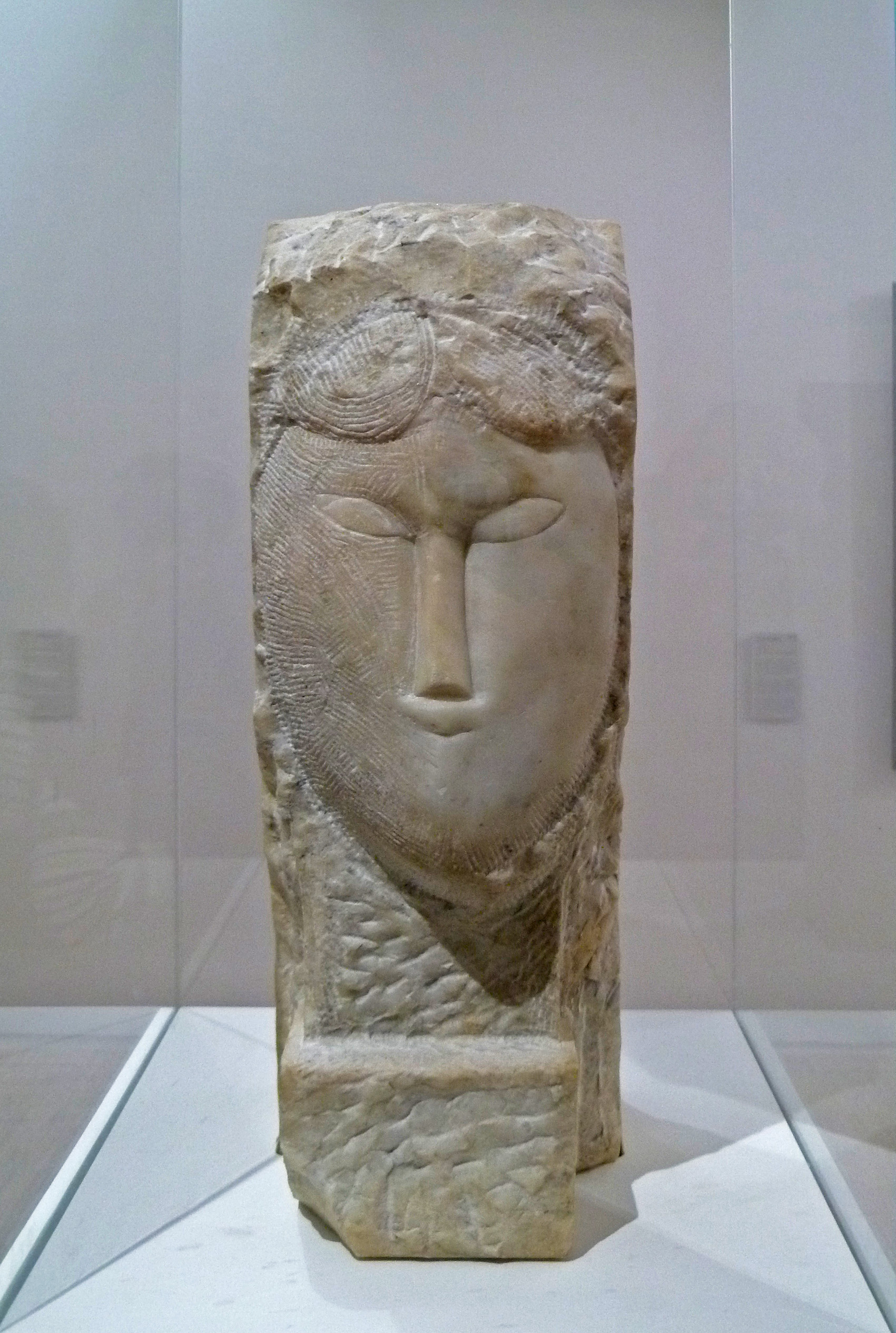
Tête de femme (ca 1913) mármol blanco de A. Modigliani (1884-1920)
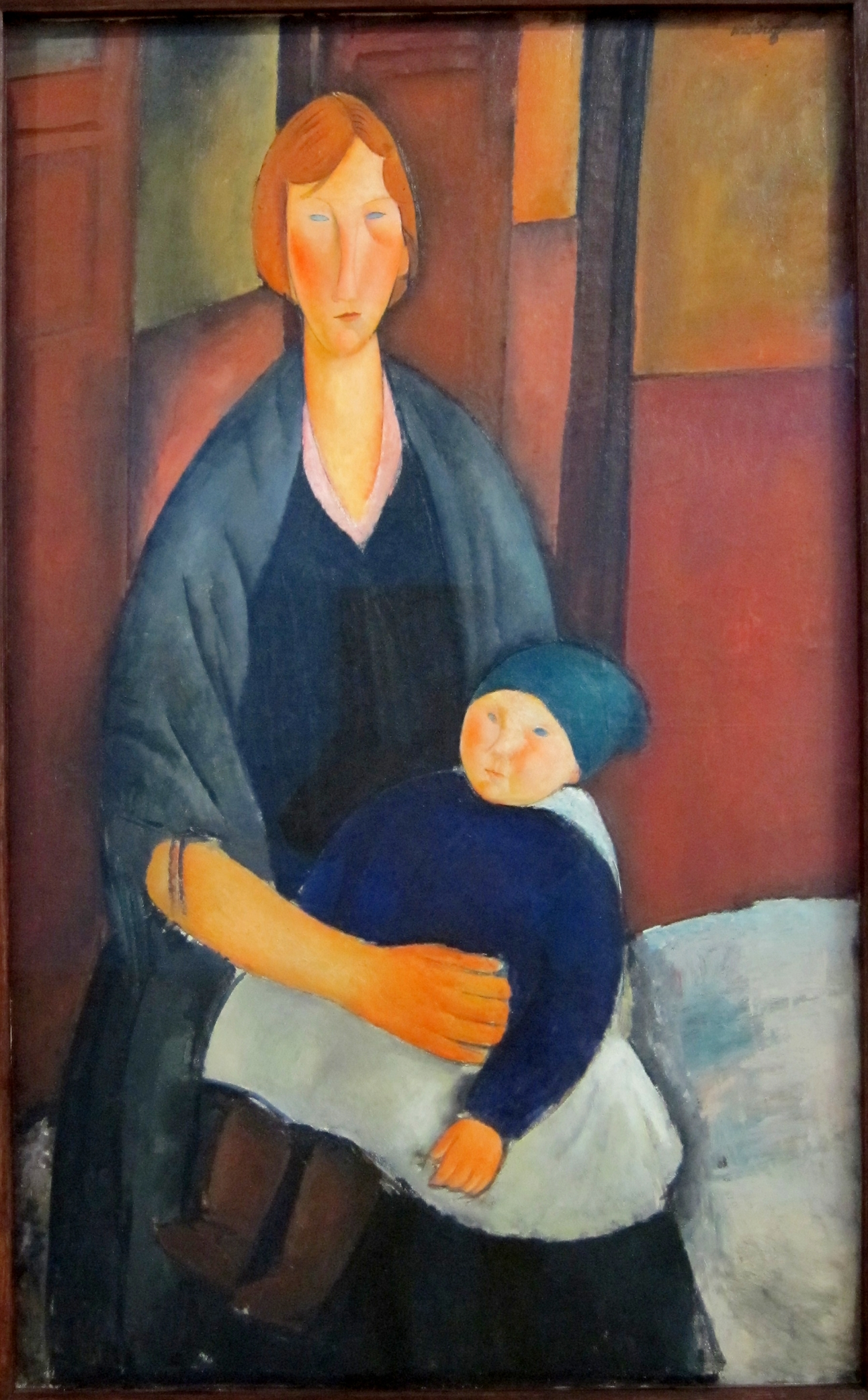
Maternité (1919) óleo sobre lienzo de A. Modigliani
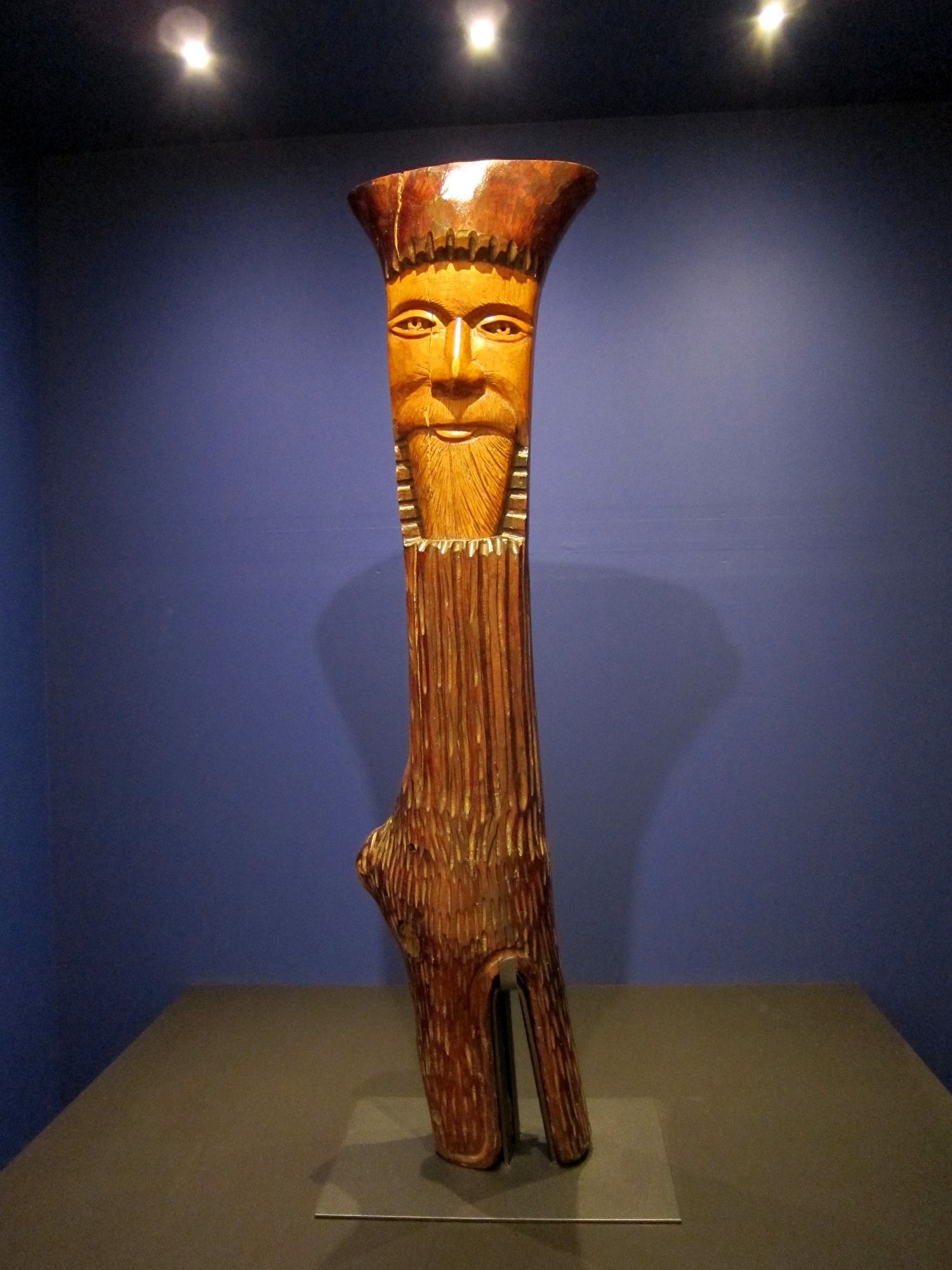
Homme-animal atribuido a Adolphe Julien Fouéré

- Datos: Q1607765
- Multimedia: LaM / Q1607765